# María Santísima de la Esperanza de Ronda (Málaga)
María Santísima de la Esperanza conocida también popularmente por los rondeños como la Novia de Ronda es una advocación de la Virgen María venerada en la parroquia de San Cristóbal de la ciudad de Ronda (Málaga). Es la titular mariana de la Hermandad de Nuestro Padre Jesús en la Columna y María Santísima de la Esperanza, fundada en 1949 por un grupo de intelectuales rondeños y encabezada por el insigne poeta de la Generación del 27 y del 36, Don Pedro Perez-Clotet. En los comienzos la Hermandad realizaba la estación de penitencia el Martes Santo, fue tras su reorganización en el año 1976 que se cambió al Miércoles Santo hasta la actualidad.

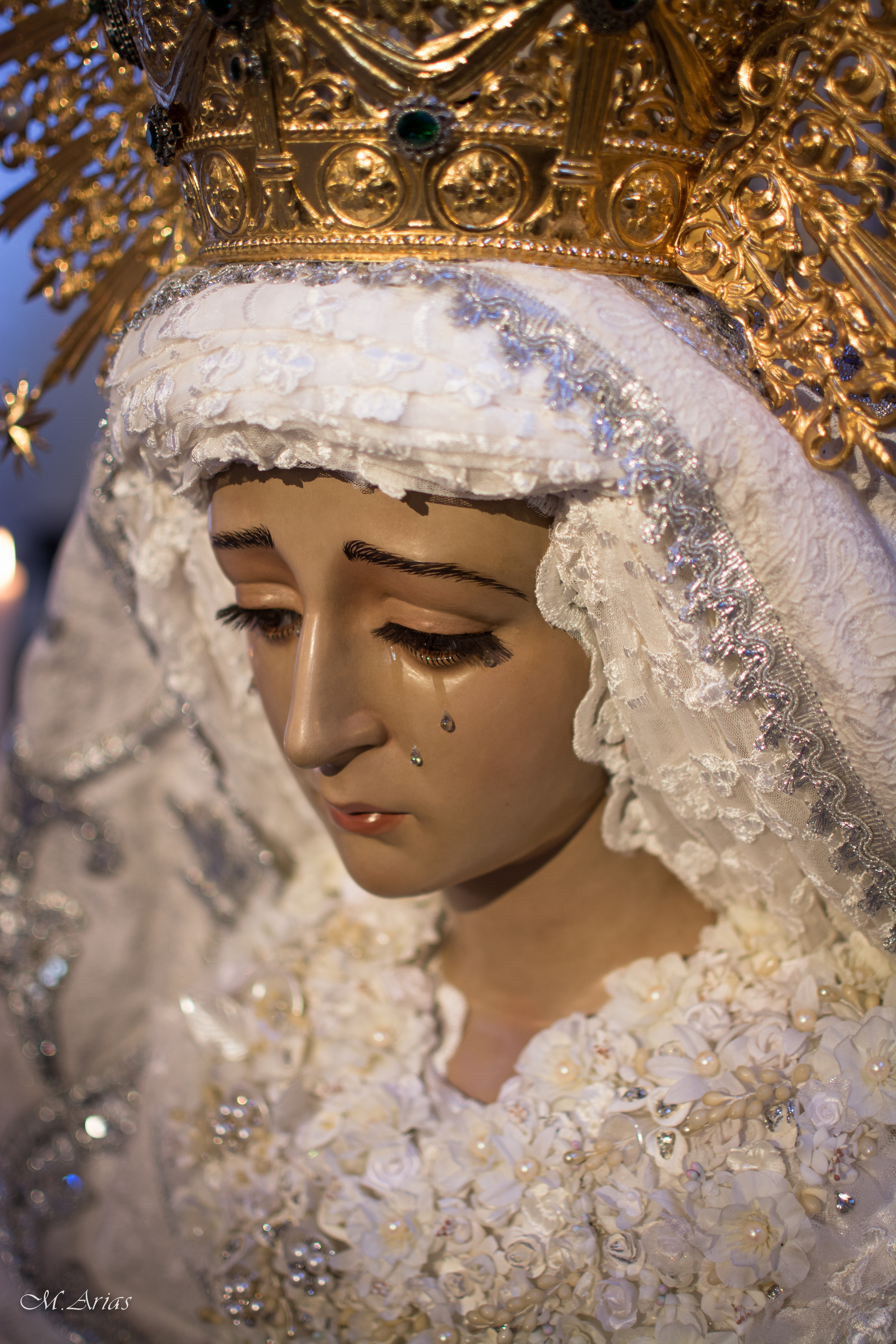
Bella estampa de Nuestra Señora de la Esperanza de Ronda (Málaga).

## Autoría y descripción artística
Nuestra Señora de la Esperanza es una talla de autoría anónima, atribuida a la escuela sevillana de finales del siglo XVIII. En el año 2004 fue adecentada por el imaginero sevillano Don Jesús Iglesias Montero. La virgen presenta una tierna y dulce expresión con tres lágrimas a la izquierda y dos a la derecha, de tez morena y cabeza levemente inclinada hacia la izquierda. Las manos son bastantes llamativas por su increíble realismo.

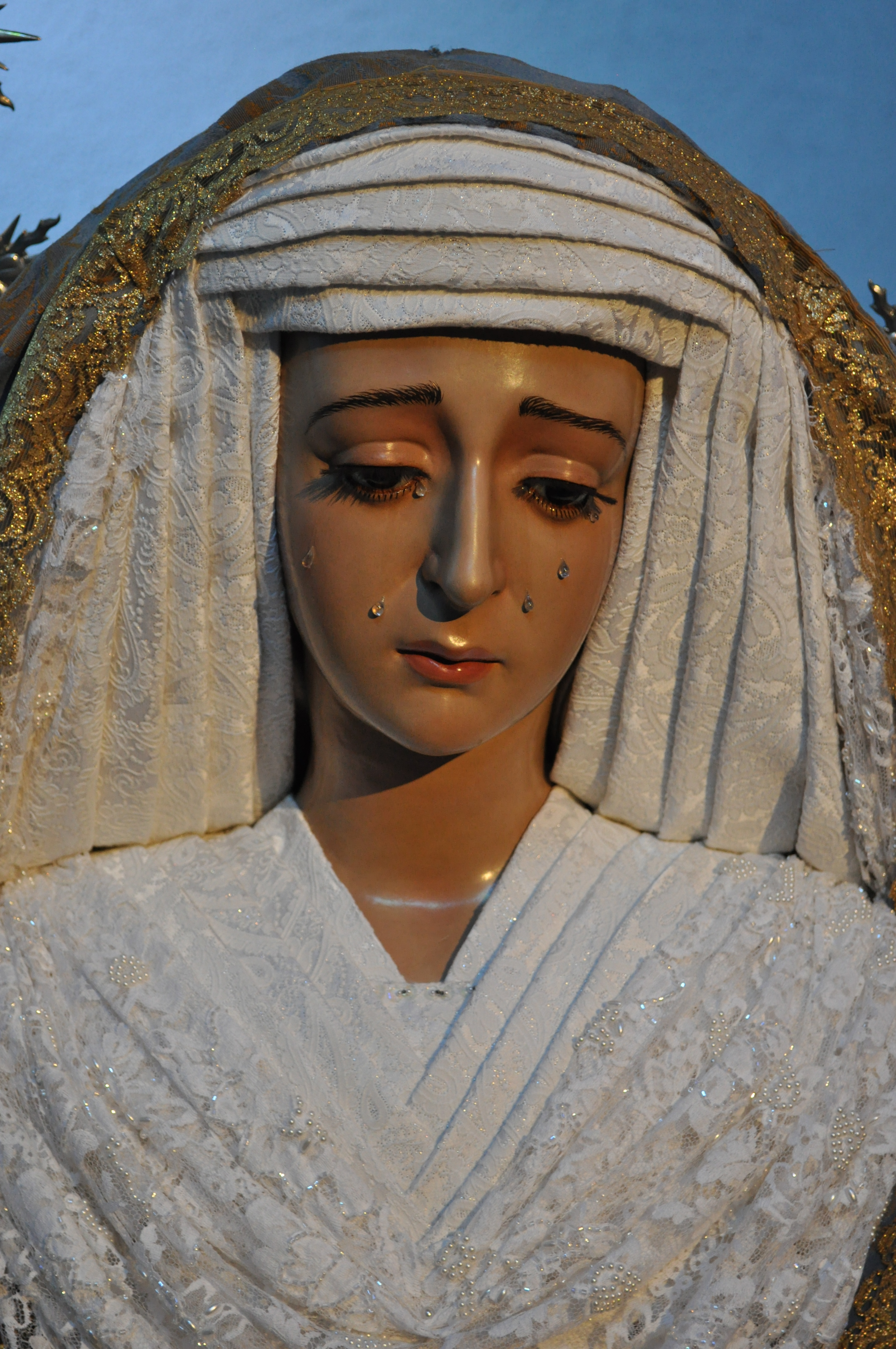
Nuestra Señora de la Esperanza de Ronda (Málaga). Parroquia de San Cristóbal.

## Curiosidades

### Mantillas
La Hermandad puede presumir de ser una de las hermandades con el número de mantillas más amplio de la Semana Santa rondeña. Fue en el año 1983 cuando la mujer del Hermano Mayor, Doña Isabel Olveira, se vistió de mantilla para acompañar a la Virgen de la Esperanza, siendo esta la primera mujer que salía ataviada con esta vestimenta en la Semana Santa de esta ciudad. Cada año ha ido en progreso hasta nuestros días, contado en torno a en torno sesenta mujeres en los últimos años.

### Camarera de Honor
En 1982 es nombrada Camarera Honorífica de Nuestra Señora de la Esperanza a Doña Soledad Becerril Bustamante, entonces Ministra de Cultura del Gobierno Español.

### Manto
La Virgen procesiona un majestuoso manto de estilo malagueño en terciopelo verde y apliques de bordado en oro realizado entre 1982 y 1983 en la ermita de la Concepción por las mujeres de la hermandad y dirigido por Don Francisco González Soto (entonces Hermano Mayor) y Don Miguel Ángel Ríos Pérez (Prioste hasta la actualidad)

### Manto de flores
En 1999 en conmemoración de lo que sucedió en su primera estación de penitencia y con motivo del 50 Aniversario de la Fundación de esta Hermandad, la Junta de Gobierno decidió confeccionarle un manto de flores y además recorrer el mayor número de calles posibles del barrio de San Cristóbal.

### Plaza Virgen de la Esperanza
En el año que la Hermandad cumplía el medio siglo de vida, el Ayuntamiento concedió al barrio de San Cristóbal el nombre de plaza Virgen de la Esperanza. El día de la inauguración además se bendijo un monolito con el escudo de la Hermandad y un mosaico con la Virgen de cintura hacia arriba con fondo oscuro. En el 2014, este fue sustituido por mal estado. El nuevo retablo cerámico dedicado a Nuestra Señora de la Esperanza (obra del sevillano Don Francisco Moya Toro), fue bendecido el día 4 de abril, por el Consiliario de la Hermandad. Contando este día con las bandas de música que les acompañan en el desfile procesional: la banda municipal de música de Ronda y Banda de Música Arunda de Ronda. Y además con el acompañamiento del Coro Romero Virgen de la Cabeza, recuperando este día la Salve que ya hace unos años dedicaran a la Virgen, Salve escrita por Maria Vivas Ruiz. Hay que decir que en el barrio hay comercios con el nombre de la Virgen como también un edificio.

### Gran Petalada a la Esperanza

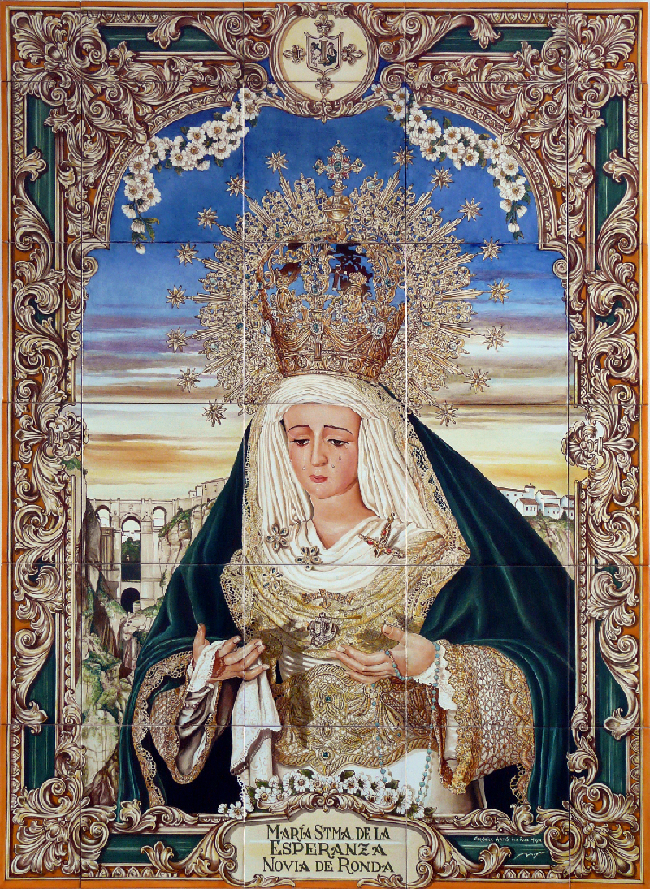
Mosaico en plaza Virgen de la Esperanza

En 2014, la Juventud Cofrade de la Hermandad, recientemente reorganizada, junto a los donativos y la participación de los vecinos del barrio tuvieron una precioso detalle organizando una lluvia de pétalos blancos para la salida de la titular mariana como si de una verdadera novia se tratara. Su objetivo es convertirlo en una costumbre anual de cada Miércoles Santo.

## Semana de Esperanza
La Hermandad organiza unas Jornadas en diciembre dedicadas a la Virgen de la Esperanza, con exposiciones, conferencias, actos de caridad, fiestas de Navidad, concurso de pasteles navideños, visitas a enferemos, encuentros de mantillas y culminando con un majestuoso besamanos de la Novia de Ronda. Encuadrado en esta semana, se celebra el consolidado Certamen de Pedro Pérez-Clotet. En febrero del año 2017, se aprobó, en Cabildo de hermanos, que los cultos de los Sagrados Titulares se celebraran por separados. Se espera en diciembre de 2017, tras la aprobación del obispado de Málaga, el primer Triduo de Nuestra Señora de la Esperanza. 
Certamen Pedro-Pérez Clotet
En el año 2021, el Certamen de Poesía cumplirá su XXVIII edición. Un concurso de poesía libre a nivel local, donde participan todos los colegios de nuestra ciudad y dónde curiosamente el 60 % de sus temas van dedicados a los Sagrados Titulares, especialmente a Nuestra Señora de la Esperanza por el gran cariño a la Sagrada Imagen y la proximidad a su Festividad.

## La Novia de Ronda
Una de las curiosidades más llamativas es que María Santísima de la Esperanza es conocida popularmente como "La Novia de Ronda". El origen de este peculiar apodo comienza tras la reorganización de la Hermandad.  Por aquel entonces, la Virgen no disponía de apenas ajuar. En la primera salida, el prioste, estaba muy preocupado ya que no tenía vestido para el desfile procesional. Este rumor llegó al barrio hasta que una de las vecinas, gran devota de la Virgen, le ofreció su vestido de novia como muestra de agradecimiento por peticiones cumplidas. Don Miguel Ángel Ríos, muy agradecido, le puso ese año el vestido que le había regalado muy cariñosamente esta vecina. Cuando salió a su barrio todo los feligreses pensaban en lo mismo, "parece una novia". Los vecinos de San Cristóbal y gracias también a la voz del periodista Victoriano Borrego confirmaron este peculiar título año tras año. Con motivo de ello todos los años para su festividad, el 18 de diciembre la viste de blanco con vestidos de novia que cada año le regalan devotas de la Virgen, así simulando a esa novia de la primera salida. Cada año multitud de personas durante su recorrido vitorean diciendo: ¡¡Viva la Novia de Ronda!!.

## Dedicatorias
Marchas procesionales: 

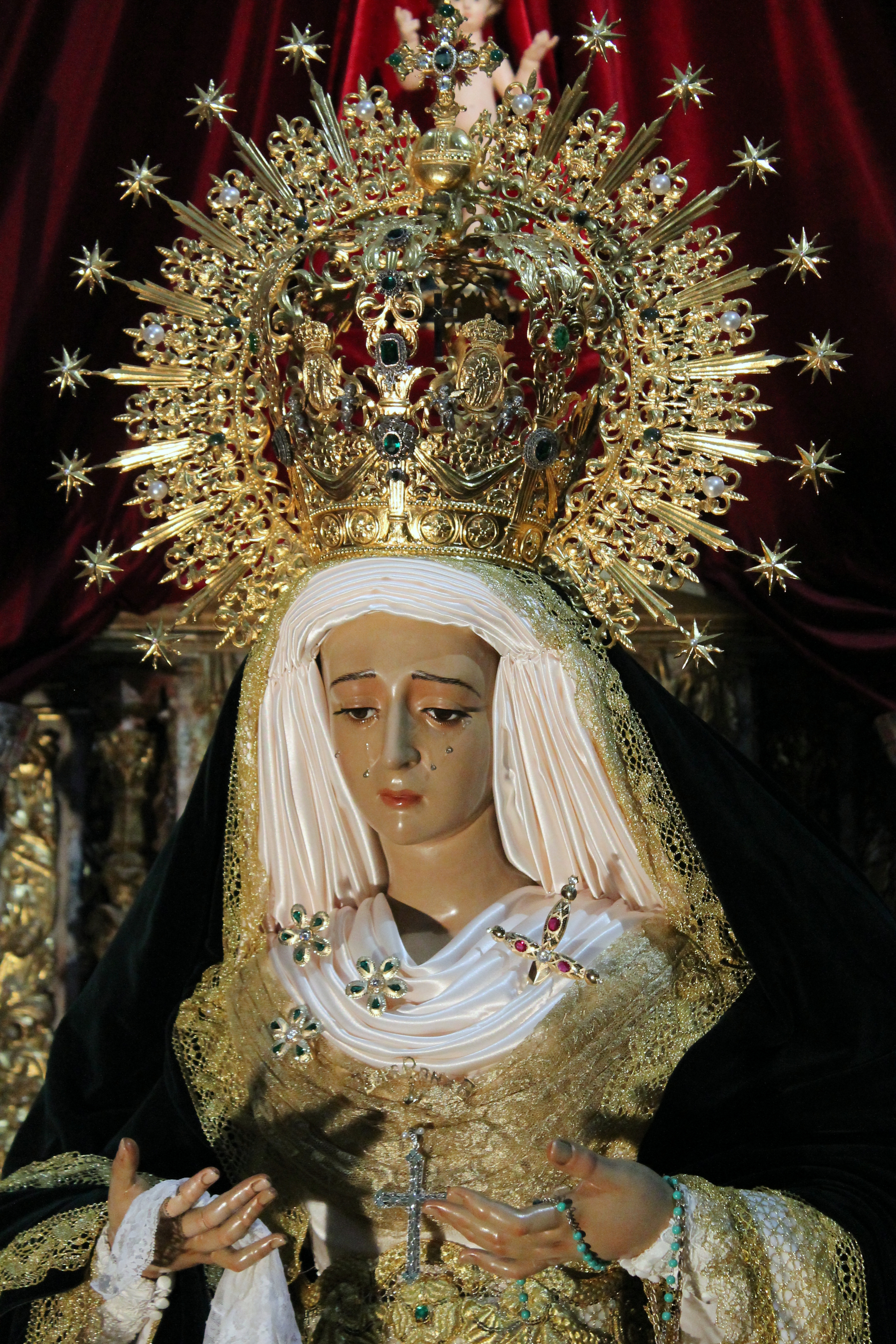

- Esperanza, Novia de Ronda compuesta por Don Álvaro Gutiérrez
- Marcha Procesional: A la Esperanza, Madre de Ronda  compuesta por Don Manuel Ponce

Salve romera:
- Salve Esperanza de Ronda compuesta por la familia Vivas

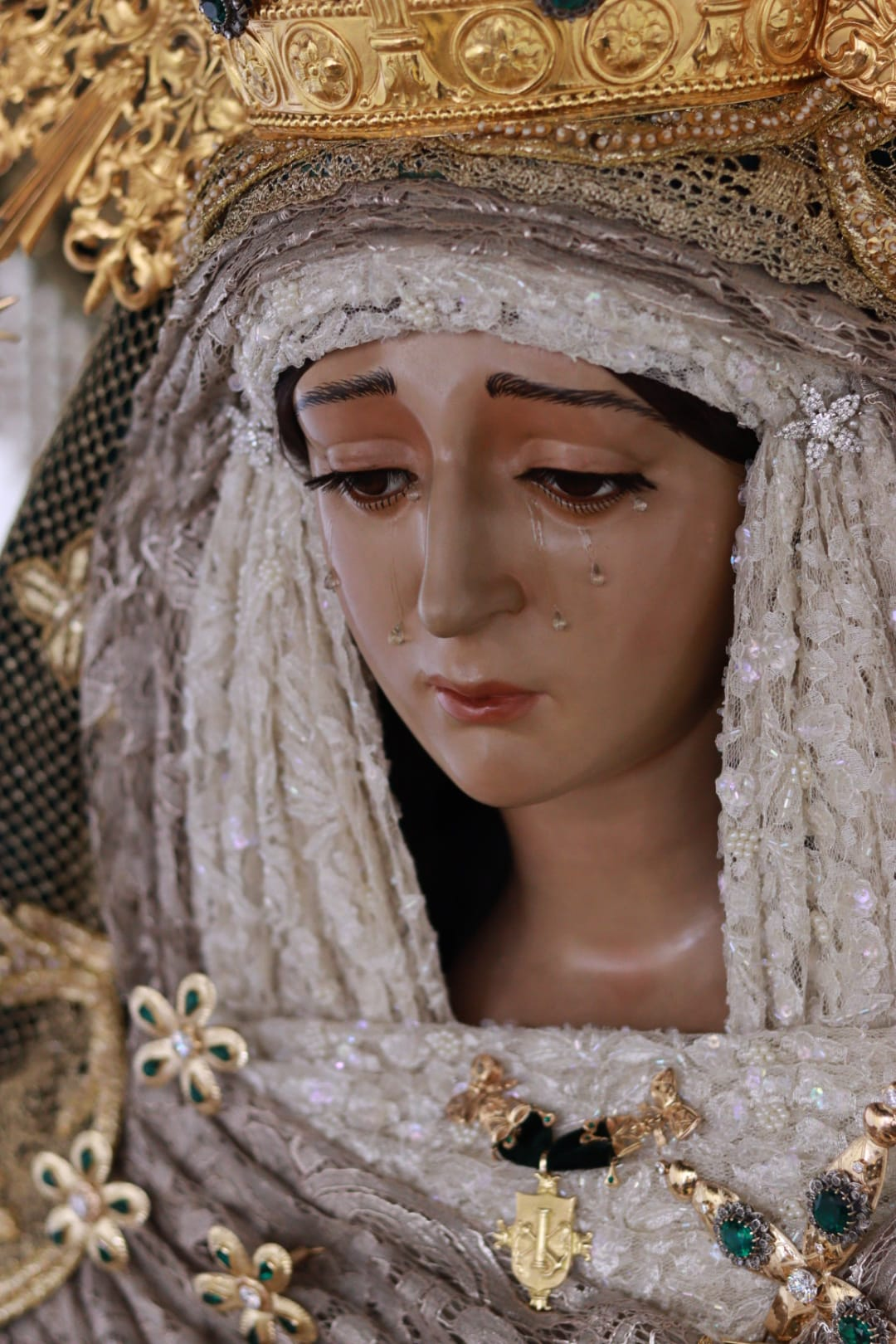
Virgen de la Esperanza de Ronda

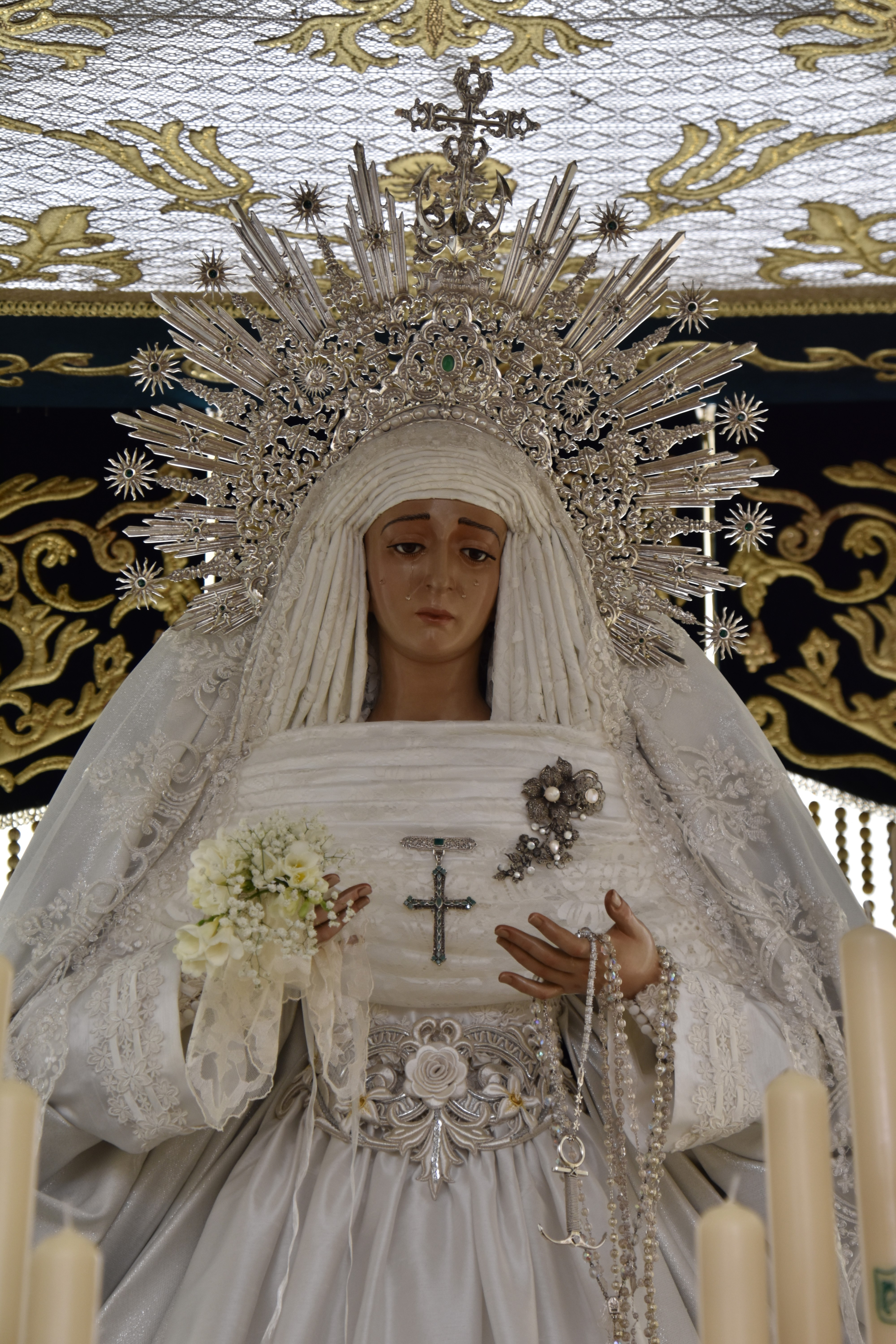
Novia de Ronda

- Datos: Q47712255
- Multimedia: Novia de Ronda / Q47712255